# Axel Gade
Axel Wilhelm Gade (Copenhague, 28 de mayo de 1860 - Frederiksberg, 9 de noviembre de 1921) fue un violinista, compositor y director danés. Era hijo de Niels W. Gade de su segundo matrimonio. Axel estaba casado con Anna Langgaard y se convirtió en tío de Rued Langgaard.
Axel Gade comenzó a tocar tempranamente el violín y en 1879-1881 estudió en la Real Academia Danesa de Música con Valdemar Tofte de profesor. Posteriormente, continuó sus estudios con Joseph Joachim en Berlín. A su regreso, en 1884 entró como violinista en la Orquesta Real Danesa (Det Kongelige Kapel) y desde 1910 llegó a ser concertino. En 1918 llegó a ser Caballero de la Orden de Dannebrog.
Desde 1885 fue profesor de violín en el conservatorio y en 1909 se incorporó a su junta directiva. Fue uno de los violinistas más destacados de la época, tanto como solista, músico de cámara o concertino en la Capilla Real. Ocasionalmente actuó como director. Fue un compositor bastante productivo, en un estilo, no muy diferente al de su padre.

## Composiciones notables
- Concierto para violín n.° 1 en Re menor (1889)
- Concierto para violín n.° 2 en Fa mayor, op. 10 (1899)
- Venezias Nat (Venecia de la noche), ópera de 1919 con libreto de Holger Drachmann
- Lisette, ópera de 1921
- Trío en Do menor para piano, violín y violonchelo
- Sonata en Sol mayor para piano y violín
- Salmo 23º de David
- Música para oboe, Preludio para oboe y cuerdas
- Canciones